# 丁桥镇 (青阳县)
丁桥镇，是中华人民共和国安徽省池州市青阳县下辖的一个乡镇级行政单位。

## 行政区划
丁桥镇下辖以下地区：
茗山村、永平村、洛家潭村、丁桥村、狮山村、天屏村、明塘村、独龙村、牛山村和官埠村。